# Neobisium slovacum
Espèce
Neobisium slovacum est une espèce de pseudoscorpions de la famille des Neobisiidae.

## Distribution
Cette espèce se rencontre dans des grottes du karst d'Aggtelek et de Slovaquie en Slovaquie et en Hongrie.

## Description
Les mâles mesurent de 2,80 à 3,97 mm et les femelles de 3,00 à 3,90 mm. Ce pseudoscorpion est anophtalme.

## Étymologie
Son nom d'espèce lui a été donné en référence au lieu de sa découverte, la Slovaquie.

## Publication originale
- Gulička, 1977 : Neobisium (Blothrus) slovacum sp. n., eine neue Art des blinden Hohlenafterskorpions aus der Slowakei (Pseudoscorpionida). Annotationes zoologicae et botanicae, no 117, p. 1-9.